# کلانتر و گمشده فضایی
کلانتر و گمشده فضایی (به انگلیسی: The Sheriff and the Satellite Kid) یک فیلم کمدی است که در سال ۱۹۷۹ منتشرشد. از بازیگران آن می‌توان به باد اسپنسر و کری گوفی اشاره کرد. 
این فیلم در ایران با همین نام دوبله و پخش شده است.
دنباله این فیلم، فیلم همه چیز برای من اتفاق می‌افتد است.